# A Romok Alatt
A Romok Alatt è il primo album della band ungherese Ektomorf, pubblicato nel 1995 dall'etichetta LMS Records.

## Il disco
L'album è stato pubblicato unicamente su audio cassetta e contiene brani che verranno poi ri-registrati nelle pubblicazioni successive.

## Tracce
1. A Romok Alatt
2. Hangok
3. Engedélyezett Gyilkosság
4. Ellenállás
5. Kívülről Nézve
6. Terror